# سعید محمد
سعید محمّد (زادهٔ ۱۱ اسفند ۱۳۴۷) نظامی و سیاستمدار ایرانی است که هم‌اکنون به‌عنوان مشاور رئیس بنیاد مستضعفان انقلاب اسلامی فعالیت می‌کند.
او مدتی کوتاه در دولت سیزدهم به عنوان مشاور رئیس‌جمهور در امور مناطق آزاد تجاری فعالیت داشت. در گذشته، سمت مشاور فرماندهٔ کل سپاه پاسداران و فرماندهی قرارگاه سازندگی خاتم‌الانبیا را در کارنامهٔ خود دارد. به گفتهٔ معاون سیاسی سپاه، او را به دلیل تخلف، از سمت فرماندهی قرارگاه خاتم‌الانبیا منفک کرده‌اند. محمد پیش‌تر مدیرعامل گروه ایرانیان اطلس بود همچنین در فاصله سال‌های ۱۳۸۶ تا ۱۳۹۳ مدیرعاملی سپاسد را نیز برعهده داشت.

## زندگی

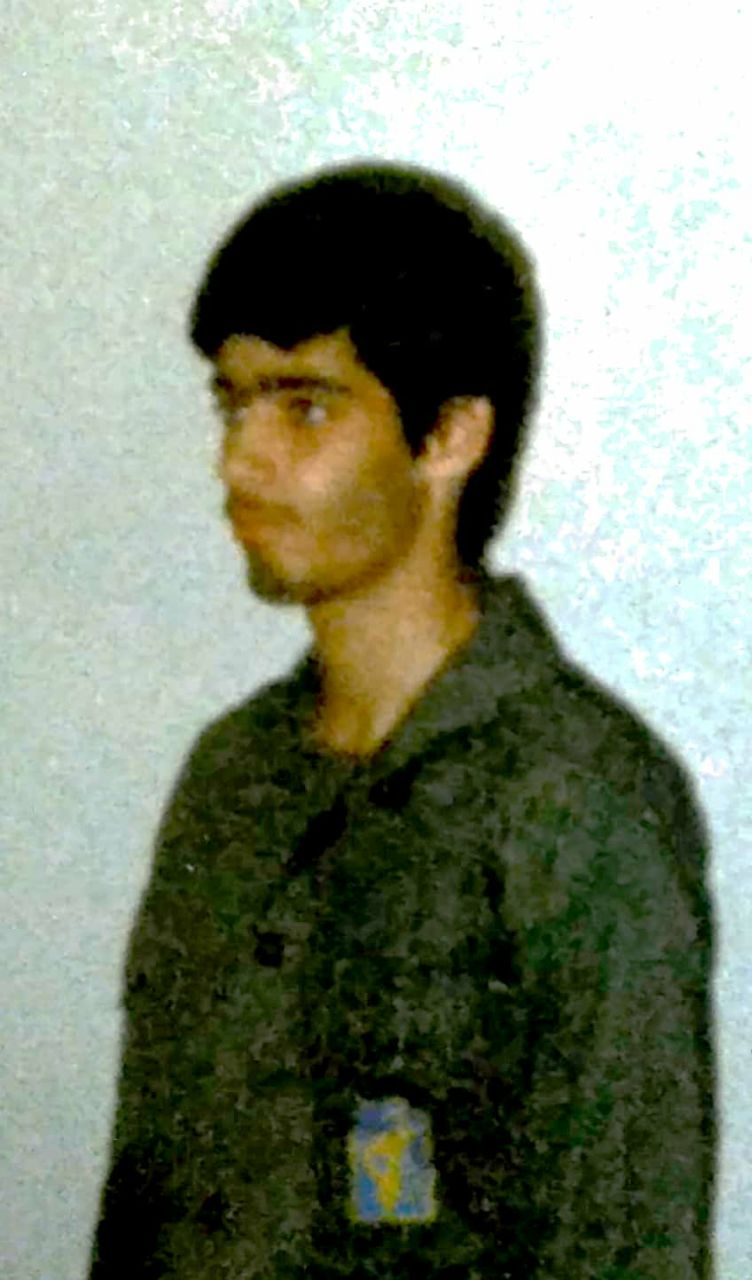
سعید محمد با لباس سپاه پاسداران انقلاب اسلامی در سال ۱۹۸۷

سعید محمّد در سالِ ۱۳۴۷ در تهران زاده شد و دوران کودکی و نوجوانی را در این شهر سپری کرد. سال ۱۳۶۶ در سن ۱۹ سالگی به عضویت سپاه پاسداران انقلاب اسلامی درآمد. محمد در رشته مهندسی عمران تحصیل کرده و در سال ۱۳۸۸ با درجه دکترای مهندسی در این رشته با گرایش راه و ترابری از دانشگاه تربیت مدرس دانش‌آموخته شده است. وی از سال ۱۳۷۵ عضو سازمان نظام مهندسی استان تهران، از سال ۱۳۸۸ عضو انجمن تونل ایران و از سال ۱۳۸۹ تاکنون عضو هیئت علمی دانشگاه امام حسین است. فعالیت محمد در سپاه پاسداران تنها به بخش‌های مدیریتی و اجرایی، در شرکت‌های زیرمجموعه قرارگاه سازندگی خاتم‌الانبیاء و دوره کوتاهی نیز در بنیاد تعاون سپاه، خلاصه می‌شود. او از سال ۱۳۸۶ تا ۱۳۹۳ مدیرعامل گروه سپاسد (وابسته به قرارگاه خاتم) بود و از سال ۱۳۹۷ تا اسفند ۱۳۹۹ فرمانده قرارگاه سازندگی خاتم‌الانبیا بود و دارای درجه نظامی سرتیپ‌دوم پاسدار است.

## سوابق

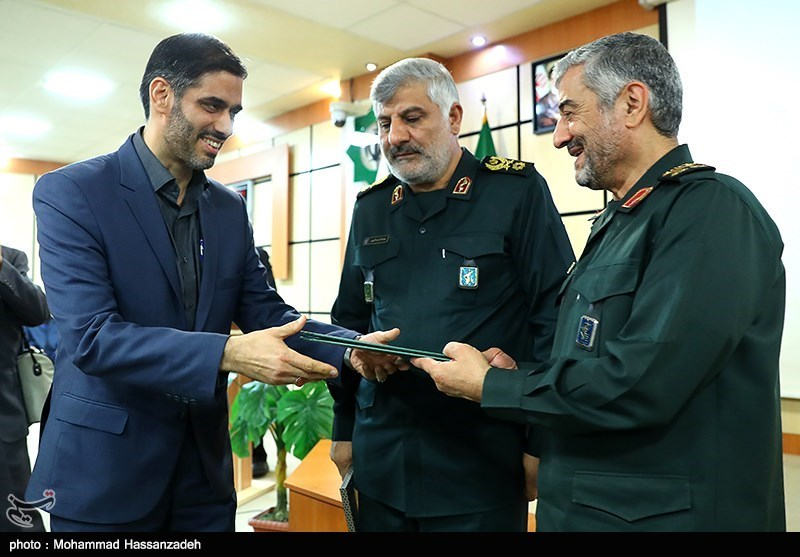
محمد حکم فرماندهی قرارگاه سازندگی خاتم‌الانبیا را از فرمانده وقت سپاه پاسداران، محمدعلی جعفری دریافت می‌کند

سعید محمد نخستین فرد از نسل دوم سپاه پاسداران است که در ۱۵ مهر ۱۳۹۷ به عنوان فرمانده ارشد قرارگاه سازندگی خاتم‌الانبیا سپاه منصوب شد.
- فرمانده قرارگاه سازندگی خاتم‌الانبیا
- مدیرعامل سپاسد (وابسته به قرارگاه خاتم)
- مدیرعامل گروه ایرانیان اطلس (وابسته به بنیاد تعاون سپاه)
- رئیس هیئت مدیره انجمن مدیریت پروژه ایران[۱۳]
- دبیر شورای عالی مناطق آزاد تجاری-صنعتی و ویژه اقتصادی[۱۴][۱۵][۱۶]

### جوایز
سعید محمد در سال ۱۳۹۳ تندیس برنز جایزهٔ بین‌المللی پروژهٔ برتر در سطح مگاپروژه را از «انجمن بین‌المللی مدیریت پروژه» (IPMA) کسب کرد و در سال ۱۳۹۲ تندیس بلورین جایزهٔ ملی پروژهٔ برتر در سطح مگاپروژه را از «انجمن ملی مدیریت پروژه ایران» دریافت نمود.

## انتخابات ۱۴۰۰
وی در تاریخ ۱۷ اسفند ۱۳۹۹ برای حضور در انتخابات ۱۴۰۰ از قرارگاه سازندگی خاتم‌الانبیا استعفا کرد و حسین سلامی فرمانده سپاه پاسداران پس از قبول این استعفا، او را به عنوان مشاور خود منصوب نمود. سعید محمد دلیل استعفای خود را در متن استعفا نامه‌اش جلوگیری از ایجاد شائبه‌های سیاسی و انتخاباتی بیان کرد.
اما برخی از رسانه‌های اصولگرا از برکناری او خبر دادند. حمیدرضا ترقی، عضو شورای مرکزی حزب موتلفه اسلامی گفت که کنار رفتن او به خاطر انتخابات نبوده، بلکه او تخلفاتی داشته و به گفته وی، سعید محمد در رابطه با نامزدی انتخابات ریاست جمهوری «اصلاً در فضای اصولگرایان مطرح نیست». اما سعید محمد سخن ترقی را کذب خواند و پس از آن حمیدرضا ترقی گفت: «اگر دغدغه و نگرانی در ذهن آقای سعید محمد و طرفداران ایشان پدید آمده است پوزش می‌طلبم»
یدالله جوانی، معاون سیاسی سپاه پاسداران گفت که سعید محمد را به علت «تخلف» و «رعایت نکردن» مقررات از قرارگاه سازندگی خاتم‌الانبیا منفک کرده‌اند. سپاه پاسداران نیز «نه از سعید محمد و نه از هیچ کاندیدای دیگری در انتخابات حمایت نمی‌کند و نخواهد کرد». پس از این، جوانی با بیان اینکه از سوی برخی رسانه‌های داخلی و خارجی «برداشت‌های نادرست و بعضاً سوءاستفاده» دربارهٔ این سخن او صورت گرفته، گفت که منظورش از تخلف مورد اشاره، صرفاً «بروز رفتارهای سیاسی-انتخاباتی بوده که مغایر با مقررات جاری سپاه است.»
رمضان شریف، سخنگوی سپاه نیز دربارهٔ صحبت جوانی مبنی بر «تخلف» سعید محمد گفت: «نظر رسمی سپاه ممکن است این نباشد.»
عبدالله حاجی صادقی نماینده ولی فقیه در سپاه پاسداران، چند روز بعد با بیان اینکه مواضع معاون سیاسی سپاه موضع مجموعه سپاه است، تصریح کرد: «آنچه که معاون سیاسی اعلام می‌کند، همان چیزی است که مجموعه سپاه و نمایندگی ولی‌فقیه به عنوان متولی این امر دربارهٔ آن اتفاق نظر دارند.»
سعید محمد در اولین روز ثبت نام نامزدهای انتخاباتی، اقدام به ثبت نام برای نامزد شدن در سیزدهمین دورهٔ انتخابات ریاست‌جمهوری ایران کرد. که در نهایت صلاحیت وی توسط شورای نگهبان رد شد. با این حال سعید محمد در انتخابات ریاست جمهوری ۱۴۰۰ از سید ابراهیم رئیسی حمایت کرد و ستادهای حامی وی هم به حمایت از رئیسی پرداختند.

## آثار
آثار او در تألیف و ترجمه چند جلد کتاب در حوزه‌های عمرانی خلاصه می‌شود که شامل مشارکت در تألیف کتاب‌های تأثیر الیاف فولادی در کنترل ترک‌های کششی بتن، مدیریت طرح‌های عمرانی، طراحی و اجرای روسازی بلوکی بتنی، انتخاب، طراحی و اجرای خط با دال بتنی در خطوط قطار شهری و بهسازی خاک با نگرشی ویژه به سدهای خاکی هستند؛ همچنین می‌توان به همکاری وی در ترجمهٔ ۲ جلد کتاب زمین‌شناسی مهندسی در کارست و کاربرد بتن غلطکی نیز اشاره کرد. این سوابق پژوهشی در حالی عنوان شده که نامش به عنوان نویسنده در کتاب تأثیر الیاف فولادی در کنترل ترک‌های کششی بتن و مدیریت طرح‌های عمرانی ذکر نشده است، کتاب نخست به نویسندگی شخصی به‌نام «ابوالفضل حسنی» بوده و کتاب دوم نیز بدون ذکر نام نویسنده و توسط روابط عمومی قرارگاه خاتم‌الانبیاء منتشر شده است. در سایر کتاب‌های منتشر شده به نام محمد نیز نام او تنها در کنار نام نویسنده یا مترجم اصلی کتاب ذکر شده است.